# Anomala heterotricha
Anomala heterotricha är en skalbaggsart som beskrevs av Ohaus 1916. Anomala heterotricha ingår i släktet Anomala och familjen Rutelidae. Inga underarter finns listade i Catalogue of Life.